# Famille Demoulin
Pour les articles homonymes, voir Demoulin.
 (décembre 2024).
 (décembre 2024).
La mise en forme du texte ne suit pas les recommandations de Wikipédia : il faut le « wikifier ».
Les points d'amélioration suivants sont les cas les plus fréquents. Le détail des points à revoir est peut-être précisé sur la page de discussion.
- Les titres sont pré-formatés par le logiciel. Ils ne sont ni en capitales, ni en gras.
- Le texte ne doit pas être écrit en capitales (les noms de famille non plus), ni en gras, ni en italique, ni en « petit »…
- Le gras n'est utilisé que pour surligner le titre de l'article dans l'introduction, une seule fois.
- L'italique est rarement utilisé : mots en langue étrangère, titres d'œuvres, noms de bateaux, etc.
- Les citations ne sont pas en italique mais en corps de texte normal. Elles sont entourées par des guillemets français : « et ».
- Les listes à puces sont à éviter, des paragraphes rédigés étant largement préférés. Les tableaux sont à réserver à la présentation de données structurées (résultats, etc.).
- Les appels de note de bas de page (petits chiffres en exposant, introduits par l'outil «  Source ») sont à placer entre la fin de phrase et le point final[comme ça].
- Les liens internes (vers d'autres articles de Wikipédia) sont à choisir avec parcimonie. Créez des liens vers des articles approfondissant le sujet. Les termes génériques sans rapport avec le sujet sont à éviter, ainsi que les répétitions de liens vers un même terme.
- Les liens externes sont à placer uniquement dans une section « Liens externes », à la fin de l'article. Ces liens sont à choisir avec parcimonie suivant les règles définies. Si un lien sert de source à l'article, son insertion dans le texte est à faire par les notes de bas de page.
- La présentation des références doit suivre les conventions bibliographiques. Il est recommandé d'utiliser les modèles {{Ouvrage}}, {{Chapitre}}, {{Article}}, {{Lien web}} et/ou {{Bibliographie}}. Le mode d'édition visuel peut mettre en forme automatiquement les références.
- Insérer une infobox (cadre d'informations à droite) n'est pas obligatoire pour parachever la mise en page.

Pour une aide détaillée, merci de consulter Aide:Wikification.
Si vous pensez que ces points ont été résolus, vous pouvez retirer ce bandeau et améliorer la mise en forme d'un autre article.
La famille Demoulin est une famille de menuisier-ébénistes qui a exercé à Dijon durant plusieurs générations à partir de 1780 et jusqu'à la fin de la première moitié du XIXème siècle. Leurs meubles font régulièrement partie de ventes aux enchères et sont également vendus chez des antiquaires spécialisées.

## Personnalités de la famille

### Jean Demoulin
Jean Demoulin, d'origine bourguignonne, est le père et le fondateur de cette dynastie d'ébénistes dont les meubles sont estampillés à leur nom : DEMOULIN. Né à Selongey le 13 août 1715, il exerce entre 1745 et 1780 à Dole ainsi qu'au faubourg Saint-Antoine à Paris, avant d'être appelé à Dijon par le prince de Condé. Il reçoit le 29 janvier 1780 ses lettres de maîtrise à Dijon après le « versement de 15 livres pour droit d'habitandage et d'ouverture de boutique ». Rejoint par son fils Jean-Baptiste à partir de 1783, puis remplacé par son fils Bertrand lorsqu'il prend sa retraite en 1788, il met en place un commerce lucratif et réputé, employant une main d'oeuvre importante.
De son union avec Marie-Élisabeth Vinot à Paris en 1749 vont naître quatre enfants : Jean-Baptiste, Catherine, Marie Jeanne et Bertrand.

### Jean-Baptiste Demoulin
Jean-Baptiste Demoulin, premier enfant de Jean Demoulin et Marie-Élisabeth Vinot, nait en 1750 à Paris et s'associe à son père au printemps 1783. Ils tiennent ensemble une boutique au centre ville, jusqu'à la mort de Jean Demoulin en 1798, entre-temps rejoint par son frère.
Il se marie en 1784 à Catherine Ollivier, avec qui il a une fille Jeanne Demoulin, née en 1785. Catherine Ollivier meurt prématurément en 1789. Il se marie ensuite à Cécile Lemoyne, avec qui il a une seconde fille, Françoise-Cécile en 1791. Cécile Lemoyne meurt en 1822. Il meurt en 1737 à l'âge de 87 ans.

### Bertrand Demoulin
Bertrand Demoulin, deuxième enfant de Jean Demoulin et Marie-Élisabeth Vinot, nait en 1755. Il obtient comme son frère son brevet d'ébéniste en 1781. Il travaille tout d'abord durant l'année 1783 dans l'atelier de son père avant de devenir marchand-fripier en 1784. Ce n'est qu'en 1788 qu'il s'associe à son frère Jean-Baptiste pour reprendre le commerce de leur père.
Il fréquente les cercles érudits et fréquente les cercles aristocratiques et artistiques. Il compterait parmi ses amis le sculpteur dijonnais François Rude ainsi que son gendre Louis Frémiet, également sculpteur.
Malgré son train de vie relativement aisé, la mention d'un coffret réalisé en 1844 laisse supposer qu'il travaille le bois jusqu'à un âge très avancé. Il semble être décédé en avril 1853 à l'âge de 98 ans.

## Style, estampille et œuvres notables

### Style
Leur production, principalement à l'époque troublée qu'est celle de la fin du XVIIIe siècle, suit les changements de styles décoratifs, et s'adapte aux goûts à la mode à Paris. Leur commerce est prolifique et sait s'adapter aux changements politiques de la fin du siècle.
La production Demoulin se compose majoritairement de meubles en plaquage de style Louis XV. La gamme de meubles est relativement variée, allant de la commode au secrétaire, en passant par le bureau et l'encoignure.

### Estampille
L'estampille DEMOULIN, dont un exemplaire est conservé au Musée des Beaux-Arts de Dijon, est une estampille familiale. Au départ utilisée par le père, il semblerait qu'en réalité chaque meuble sortie de l'atelier de la famille Demoulin en porte a marque. Il est presque impossible de différencier les productions de chacun des membres de la famille Demoulin, en particulier celles des deux frères.
C'est en particulier cette estampille qui permet de parler de dynastie DEMOULIN, car au delà du fait que les fils Jean-Baptiste et Bertrand prennent la suite de leur père, ils utilisent cette marque de fabrique qui donne à la production Demoulin une longévité de presque un siècle.

### Galerie d'oeuvres notables
Liste des œuvres avec lien de référence dans la bibliographie 